# Levi Casey
Levi Burnside (Lee) Casey (ur. 19 października 1904 w Viennie, zm. 1 kwietnia 1983 w Costa Mesa) – amerykański lekkoatleta, trójskoczek.
Na Igrzyskach Olimpijskich w Amsterdamie w 1928 zdobył srebrny medal. Czterokrotnie był mistrzem Stanów Zjednoczonych (1926, 1927, 1928, 1930). 
Swój rekord życiowy (15,18 m) ustanowił 17 sierpnia 1930 w Chicago. 